# Fuerte vitrificado

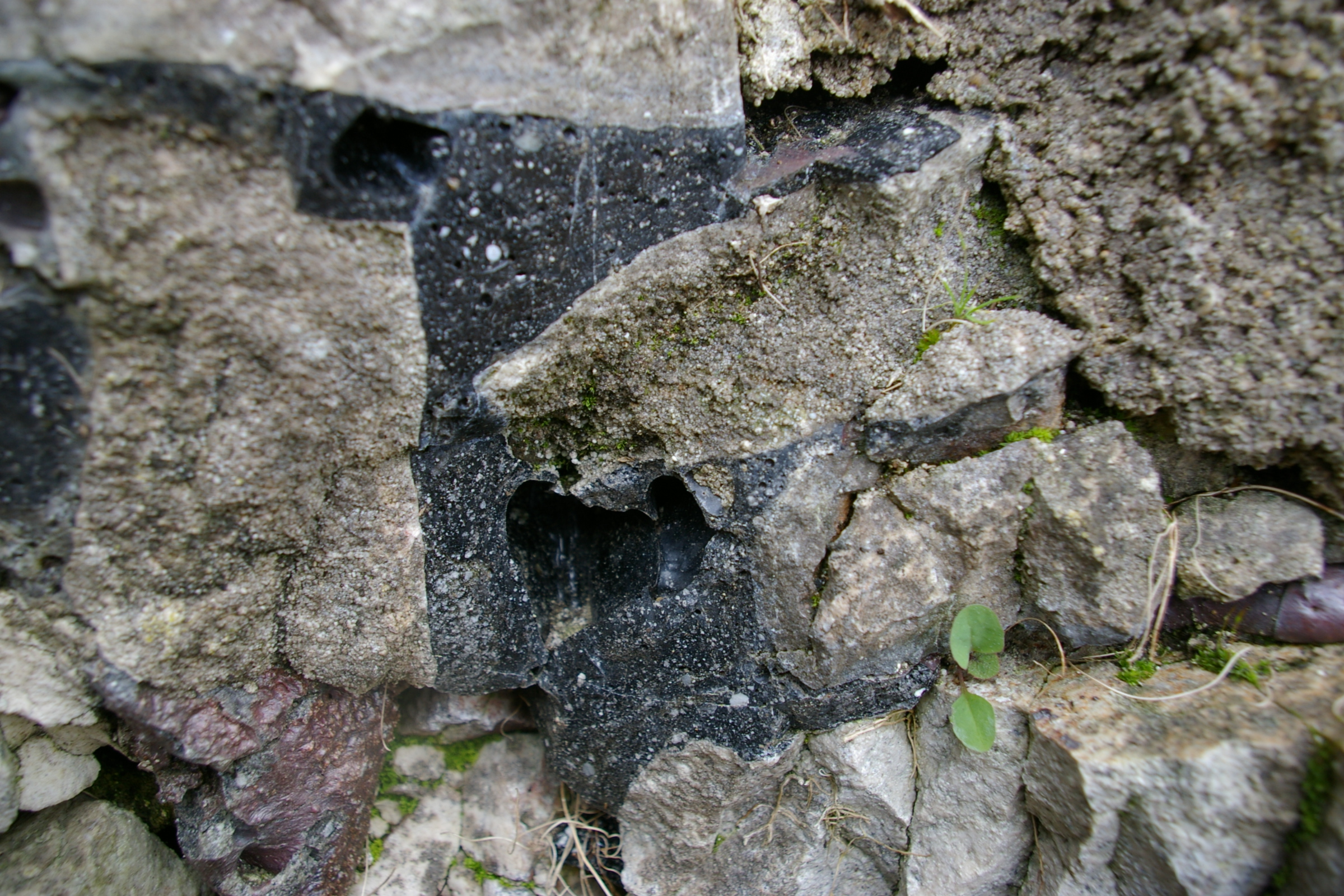
Parte del muro vitrificado de Sainte-Suzanne (Mayenne)

Los fuertes vitrificados son recintos de piedra cuyos muros han sido sometidas a vitrificación por calor. Durante mucho tiempo se pensó que estas estructuras eran exclusivas de Escocia, pero desde entonces se han identificado en varias otras partes de Europa occidental y septentrional.
Los fuertes vitrificados generalmente están situados en colinas que ofrecen fuertes posiciones defensivas. Su forma parece haber sido determinada por el contorno de las cimas planas que encierran. Los muros varían en tamaño, algunos tienen más de 3.7 m de altura y son tan anchos que presentan la apariencia de terraplenes. Las partes débiles de la defensa están reforzadas por muros dobles o triples, y ocasionalmente vastas líneas de murallas, compuestas por grandes bloques de piedras sin labrar y sin vitrificar, envuelven el centro vitrificado a cierta distancia de él. Los propios muros se denominan murallas vitrificadas.
En ninguna de estas estructuras se ha encontrado cal ni cemento, todas ellas presentando la peculiaridad de estar más o menos consolidadas por la fusión de las rocas que las componen. Esta fusión, que ha sido provocada por la aplicación de un intenso calor, no es igualmente completa en los distintos fuertes, ni siquiera en los muros del mismo fuerte. En algunos casos, las piedras sólo se funden y se calcinan parcialmente; en otros, sus bordes contiguos se fusionan de modo que estén firmemente cementados entre sí; en muchos casos, los trozos de roca están envueltos en una capa vidriosa similar a un esmalte que los une en un todo uniforme; y en raras oportunidades, toda la longitud del muro presenta una masa sólida de sustancia vítrea.
No está claro por qué o cómo los muros fueron sometidos a vitrificación. Algunos anticuarios han argumentado que se hizo para fortalecer el muro, pero la aplicación de calor en realidad debilita la estructura. También es poco probable que el daño de la batalla sea la causa, ya que se cree que los muros fueron sometidos a fuegos cuidadosamente mantenidos para garantizar que estuvieran lo suficientemente calientes como para que se produjera la vitrificación.
La mayoría de los arqueólogos ahora consideran que los fuertes vitrificados son el producto de la destrucción deliberada, ya sea después de la captura del sitio por una fuerza enemiga o por los ocupantes al final de su vida activa como un acto de cierre ritual. El proceso no tiene importancia cronológica y se encuentra tanto durante la Edad de Hierro como durante los Fuertes Medievales Tempranos en Escocia.

## Lista de fuertes
Desde que John Williams, uno de los primeros geólogos británicos y autor de The Natural History of the Mineral Kingdom, describió por primera vez estas ruinas singulares en 1777, se han descubierto más de 70 ejemplos en Escocia. Los más destacables son:
- Dun Mac Sniachan (o Dun Mac Uisneachan), Argyll, el más grande en área con 245 m por 50 m
- Benderloch, al norte de Oban; referencia de cuadrícula NM 902 381

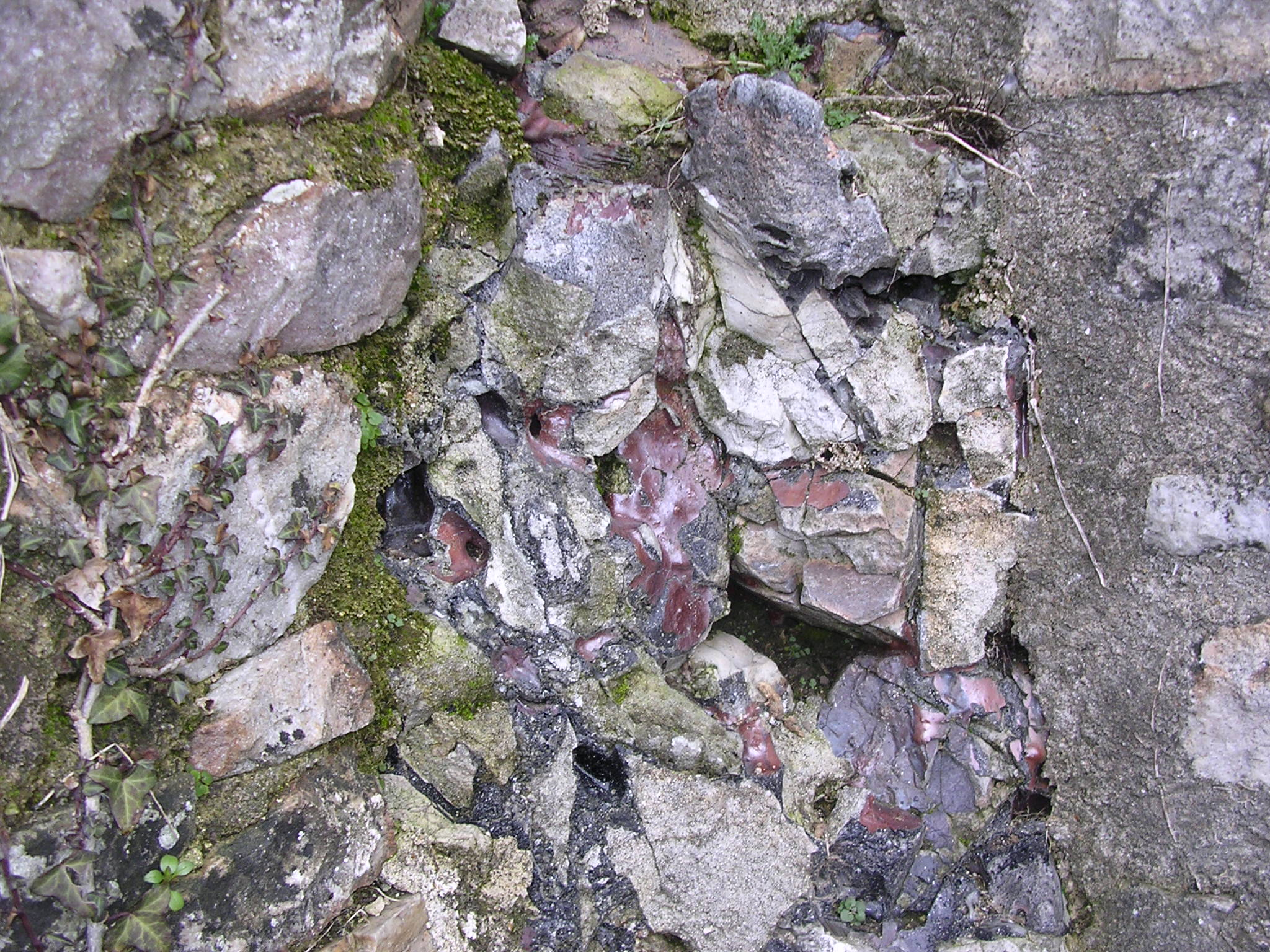
Fragmento de muro vitrificado en Sainte-Suzanne (Mayenne)

- Craig Phadraig, o Phadrick, cerca de Inverness; NH 640 452
- Ord Hill, North Kessock, cerca de Inverness; NH 664 491;
- Dun Deardail (o Dundbhairdghall) en Glen Nevis; NN 127 701;
- Knock Farril (o Knockfarrel), cerca de Strathpeffer, NH 505 585;
- Dun Creich, en Sutherland, NH 651 882;
- Finavon (o Finhaven), cerca de Aberlemno NO 507 556;
- Barryhill, en Perthshire;
- Laws, cerca de Dundee, NO 490 349;
- Dunagoil y Burnt Islands, en Buteshire;
- Mote of Mark, (Rockcliffe) cerca de Rockcliffe, NX 845 540;
- Trusty's Hill, Anwoth, cerca de Gatehouse of Fleet, NX 589 560;
- Tap o' Noth, Aberdeenshire; NJ 484 293;
- Dunnideer Castle, Aberdeenshire, Aberdeenshire,
- Cowdenknowes, en Berwickshire, NT 585 370.

Durante mucho tiempo se supuso que estos fuertes eran propios de Escocia; pero también se encuentran en la Isla de Man (Cronk Sumark) Condado de Londonderry y Condado de Cavan, Irlanda; en Alta Lusacia, Bohemia, Silesia, Sajonia y Turingia; en las provincias del Rin, especialmente en las cercanías del Nahe; en el lago Ucker; en Brandeburgo, donde las paredes están formadas por ladrillos cocidos y fundidos; en Hungría; en varios lugares de Francia, como Châteauvieux (cerca de Pionnat), Péran, La Courbe, Sainte-Suzanne, Puy de Gaudy y Thauron; también raramente en el norte de Inglaterra. Barksdale es un castro vitrificado en Uppland, Suecia.

## Aparición en medios

### Arthur C. Clarke's Mysterious World
El episodio del 16 de septiembre de 1980 de Arthur C. Clarke's Mysterious World presenta un segmento en el que el arqueólogo Ian Ralston examina el misterio del fuerte vitrificado Tap o' Noth e intenta recrear cómo podría lograrse apilando piedras y prendiendo una enorme hoguera. repitiendo el trabajo de Vere Gordon Childe y Wallace Thorneycroft en la década de 1930. El experimento produjo algunas piedras parcialmente vitrificadas, pero se afirmó que no se obtuvieron respuestas sobre cómo se podrían haber construido fuertes a gran escala con el enfoque probado en el programa.